# Swanhilda (opatka w Essen)

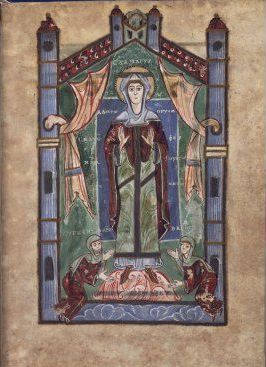
Miniatura fundacyjna (s. 17r) Ewangeliarza Swanhildy. Swanhilda i przeor Brygida wręczają księgę stojącej Madonnie. Fundatorki są podpisane, ale ich postacie nie są zidywidualizowane

Swanhilda, niem. Suanhild, we współczesnej pisowni Swanhild, Svanhild lub Schwanhild (zm. 30 lipca 1085 r. w Essen) – zapewne od 1058 r. do śmierci opatka w Essen. Podobnie jak jej poprzedniczki prowadziła prace budowlane i fundowała dzieła sztuki.

## Życiorys
Zachowało się niewiele pisemnych źródeł o życiu Swanhildy. Zapewne była bezpośrednią następczynią opatki Teofano. W jej niedatowanym testamencie występuje jako świadek. Jest to zarazem pierwsza pisemna wzmianka o Swanhildzie. Jej data urodzenia nie jest znana. Wiek kanoniczny umożliwiający objęcie urzędu opatki wynosił 30 lat. O ile istotnie była bezpośrednią następczynią Teofano, musiała urodzić się przed 1028 r. Nie jest także znany czas jej wstąpienia do klasztoru i pochodzenie. Wiadomo wprawdzie jakie dobra posiadała, ale nie są znani ich poprzedni właściciele, co uniemożliwia powiązanie jej z rodami szlacheckimi. W literaturze dotyczącej opactwa w Essen często można spotkać się z informacją, że Swanhilda pochodziła z rodu hrabiów Hückeswagen. Jest ona oparta na wczesnonowożytnym katalogu opatek, ale nie zasługuje na zaufanie, gdyż ród hrabiów Hückeswagen był po raz pierwszy wzmiankowany w 1133 r.
W testamencie Teofano Swanhilda występuje bez żadnego urzędu klasztornego. Jednak jego sprawowanie nie było warunkiem objęcia później urzędu opatki. Swanhilda została poświadczona jako opatka dopiero w 1073 r. w dokumencie arcybiskupstwa w Kolonii. Na jego mocy kościół w Stoppenberg ufundowany przez Swanhildę, a poświęcony przez arcybiskupa Kolonii Anno II, otrzymał przywileje.
Na przełomie maja i czerwca 1085 r. Swanhilda próbowała na synodzie w Moguncji otrzymać od cesarza Henryka IV potwierdzenie i ochronę dla uczynionej przez siebie na rzecz opactwa w Essen darowizny dóbr Gesseron, Vuedereke i Hukengesuuage (Geißern koło Wachtendonk i Hückeswagen, trzecia miejscowość jest niezidentyfikowana). Dokument spisano, ale nie został on opieczętowany i zaopatrzony w datę. Z tych powodów nie nabrał ważności. Przyczyną wystawienia mogły być roszczenia krewnych opatki do dóbr. Posiadłości w okolicach Wachtendonk należały do opactwa aż do sekularyzacji w 1803 r. Możliwe jest także, że dokument jest fałszerstwem powstałym po śmierci Swanhildy, które miało zabezpieczyć dobra. Przeciw tej tezie świadczy jednak brak wykończenia dokumentu.
Swanhilda zmarła według nekrologu 30 lipca, zapewne w 1085 r., ponieważ później nie czyniła żadnych działań, by uzyskać cesarskie zatwierdzenie swojej darowizny. Spoczęła w sarkofagu w krypcie kościoła klasztornego nad miejscem pochówku opatki Matyldy.

## Działalność

### Kościół w Stoppenberg

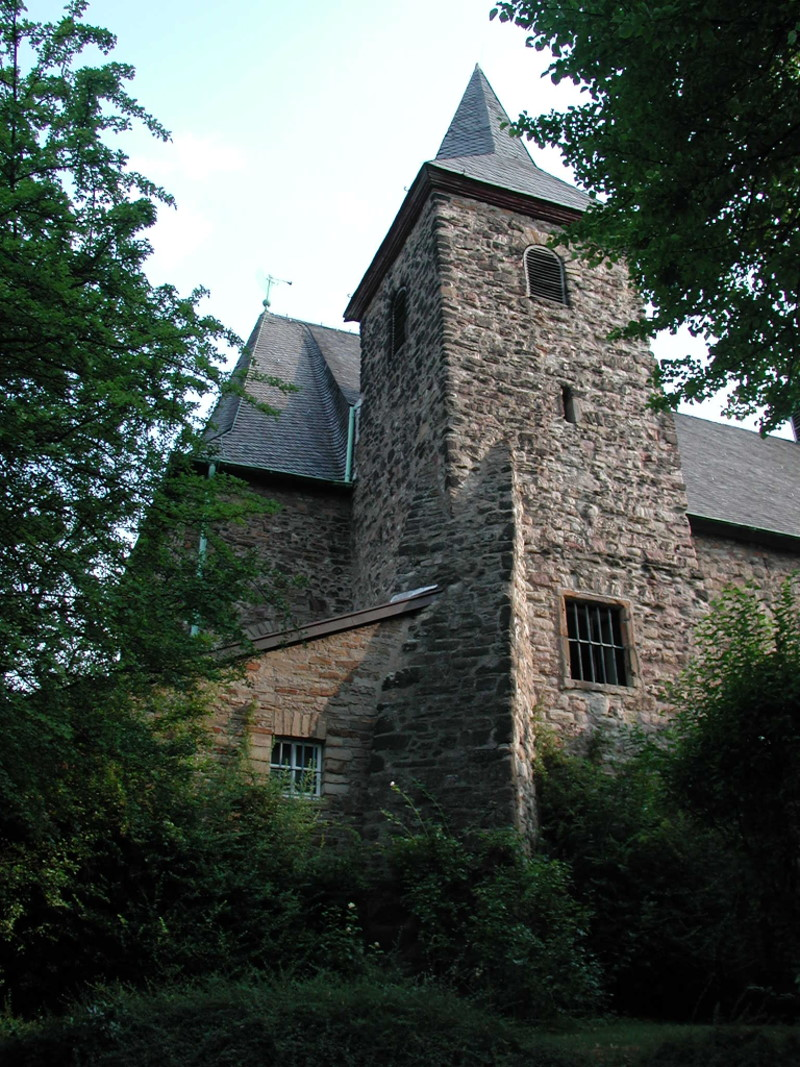
Początki kościoła w Stoppenberg sięgają czasów Swanhildy

W Stoppenberg (obecnie dzielnica Essen) Swanhlida ufundowała z własnych środków, poświęconą 29 stycznia 1073 r., kaplicę pod wezwaniem św. Mikołaja dla mieszkającej tam ludności należącej do opactwa. Była to trójnawowa budowla z kwadratowym prezbiterium. Arcybiskup Kolonii Anno II na prośbę opatki przyznał świątyni przywileje. Okoliczni mieszkańcy w nagłych wypadkach mogli w nim przyjmować sakramenty święte, mogły także w nim odbywać się ceremonie pogrzebowe. W XII w. kaplica stała się kościołem klasztornym premonstratensów.

### Relikwiarz ręki św. Bazylego Wielkiego
Relikwiarz ręki św. Bazylego Wielkiego w skarbcu katedralnym w Essen jest uważany za fundację Swanhildy. Zabytek o kształcie prawego przedramienia ma 46 cm wysokości. Wykonany jest z drewna dębowego pokrytego srebrną i złoconą miedzianą blachą. Św. Bazyli należał do patronów kościoła w Stoppenberg, a relikwiarz był corocznie przenoszony z kościoła opackiego do Stoppenberg. Z tych powodów przypisywanie fundacji Swanhildzie nie budzi zastrzeżeń.
Analiza zabytku dowodzi, że nie został wykonany przez najlepszych artystów. Środkowa część ręki jest zbyt krótka w stosunku do palców. Metalowe płytki wokół palców zostały zrobione z małych kawałków. Przedramię jest lepiej wykończone. W tej części wykonano w metalu imitację rękawa z grubego sukna. Na dole i na górze są ponadto pasy metalu. Na górnym znajduje się napis: † Serve Dei Vivi Benedic Nos Sancte Basili † (Błogosław nas św. Bazyli sługo żywego Boga).
Na zewnętrznej stronie jest umieszczona płytka ze złotej blachy, na której wygrawerowano krzyż i skierowaną ku górze rękę. Na brzegu znajduje się napis: † Dextera Di (prawica Boża). Jest to symbol błogosławieństwa. Cechą szczególną relikwiarza jest otwór o wymiarach 1,2 x 0,6 cm i głębokości 6 cm wydrążony w drewnie pomiędzy kciukiem a palcem wskazującym, którego przeznaczenie jest niejasne. Być może służył do umocowania małego relikwiarza lub atrybutu św. Bazylego.
Relikwiarz św. Bazylego jest jednym z najstarszych relikwiarzy w kształcie ręki.

### Ewangeliarz Swanhildy
Swanhilda ufundowała także ewangeliarz, którego oprawa była zdobiona złotymi płytkami i kamieniami szlachetnymi. W ten sposób nawiązała do opatki Matyldy, która także ufundowała podobną księgę do dziś zachowaną w skarbcu katedry w Essen. Ewangeliarz Swanhildy długo uchodził za zaginiony. Jeszcze Küppers i Paul Mikat tak twierdzili w swojej pracy z 1966 r. o skarbcu katedry w Essen. Okazuje się jednak, że rękopis bez oprawy znajduje się w John Rylands Library w Manchesterze i ma sygnaturę Ms. Latin 110. Nie wiadomo dokładnie w jaki sposób znalazł się Anglii. Jeszcze w XVIII w. był własnością opactwa w Essen. W 1895 r. antykwariat w Londynie sprzedał go za 300 funtów lordowi Lindsay΄owi. W 1901 r. Ms. Rylands zakupiła kolekcję Lindsay΄a i dla upamiętnienia zmarłego męża stworzyła John Rylands Library. Najprawdopodobniej ewangeliarz po sekularyzacji opactwa w 1803 r. został zabrany przez jednego z kanoników, a po jego śmierci został sprzedany.
Ewangeliarz ma wymiary 22 × 15,5 cm, po odjęciu marginesów powierzchnia zajęta przez tekst ma wymiary 15,5 × 8 cm, a miniatury 15,5 × 10 cm. Księga zawiera cztery ewangelie wraz z przedmowami zapisane minuskułą karolińską. Na każdej stronie znajdują się 28 linijek tekstu w układzie jednoszpaltowym. Księga ma 176 stron wykonanych z 24 arkuszy pergaminu. Ewangeliarz zdobi 6 całostronicowych miniatur, 4 inicjały zdobione miniaturami, 5 inicjałów zdobionych wicią roślinną i 13 tablic kanonicznych. Zmiana charakteru pisma po zakończeniu ewangelii św. Marka świadczy, że pracę wykonywały dwie różne osoby.
Nie wiadomo gdzie powstał zabytek. Miniatur nie udało się powiązać z żadną szkołą malarstwa książkowego. Szczególnie nietypowa jest miniatura fundacyjna, na której obok Swanhildy została przedstawiona przeorysza Brygida jako współfundatorka. Jako przyjmująca dar została ukazana Madonna w rzadko spotykanym dla zachodniego chrześcijaństwa przedstawieniu "Maria orans". Z tego względu Kahsnitz podejrzewa, że rękopis mógł powstać w Essen.

## Upamiętnienie Swanhildy

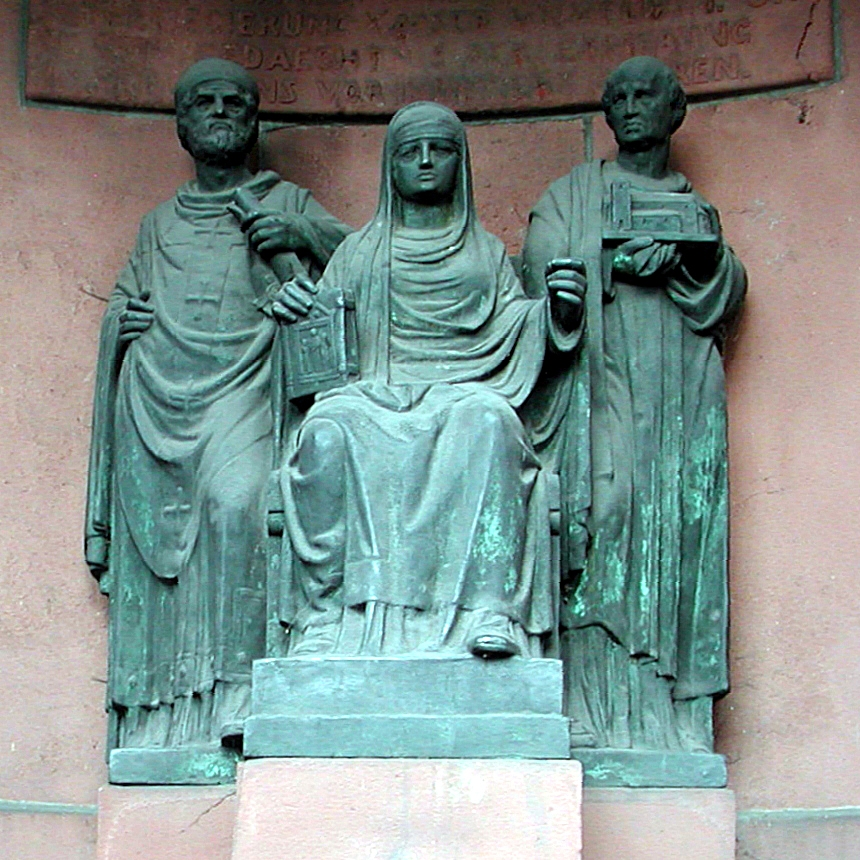
Figury ze studni Swanhildy: biskup Anno z dokumentem, Swanhilda i Henryk z Essen z modelem kościoła

Z dochodów, które przynosiły dobra podarowane klasztorowi przez opatkę, Swanhilda ufundowała budynek wykorzystywany przez kanoników opactwa. Ich zadaniem było zarządzanie majątkiem i modlitwy za duszę fundatorki. Co roku w rocznicę jej śmierci odprawiano 4 msze św. i jutrznię, rozdawano chleb i pieniądze służbie klasztornej. Po sekularyzacji opactwa urząd tradycję kontynuowano jeszcze przez 5 lat, aż do śmierci w 1808 r. ostatniego kanonika Nikolausa Pogera. Po jego zgonie państwo pruskie przekazało fundusze w formie beneficjum parafii w Borbeck i szkole we Frintrop. Proboszcz parafii Borbeck został zobowiązany do odprawiania mszy za duszę Swanhildy. Ten obowiązek został zniesiony przez arcybiskupa Kolonii na wniosek proboszcza dopiero w 1913 r., ponieważ roczny dochód od zgromadzonego kapitału wynosił wówczas zaledwie 8,05 mk.
Swanhilda została upamiętniona w dzielnicy Essen Stoppenberg, gdzie znajduje się ufundowany przez nią kościół. W 1915 r. Carl Moritz wykonał z brązu studnię Swanhildy, na której przedstawiono ją, biskupa Annona i kanonika Henryka z Essen, nadzorującego budowę kościoła. W pobliżu znajduje się niewielka ulica Schwanhildenhöhe, która prowadzi na wzgórze z kaplicą wzniesioną przez opatkę.

## Ocena postaci Swanhildy
Pogląd Küppersa i Mikata zawarty w ich pracy o skarbcu katedry w Essen mówiący, że okres świetności opactwa w Essen zakończył się wraz ze śmiercią Teofano, ostatniej opatki z rodziny cesarskiej, jest trudny do przyjęcia. Swanhilda trzymała się tradycji swoich poprzedniczek. Powiększyła posiadłości opactwa ofiarując własne dobra. Prace budowlane w kościele klasztornym były już zakończone choć Swanhilda lub raczej jej następczyni odnowiła atrium. Z tego powodu skierowała swoją aktywność budowlaną na wzniesienie kaplicy w Stoppenberg. Także fundując relikwiarz i ewangeliarz wpisała się w tradycję swoich poprzedniczek. Dopiero jej następczyni Ludgarda mimo długiego okresu urzędowania nie poczyniła żadnych fundacji. Z tych względów wydaje się, że Swanhilda jest osobą niedocenianą czemu dodatkowo sprzyja niewielka liczba źródeł pisanych i jej nieznane pochodzenie.

## Literatura
- Lutger Horstkötter OPM, Äbtissin Schwanhild (ca. 1058–ca. 1085), ihr Jahresgedächtnis und das Schwanhildisamt an der Essener Münsterkirche (bis 1808). [w:] Münster am Hellweg, Mitteilungsblatt des Vereins für die Erhaltung des Essener Münsters. Essen 2003.
- Georg Humann, Die Kunstwerke der Münsterkirche zu Essen. Düsseldorf 1904.
- Rainer Kahsnitz, Die Essener Äbtissin Swanhild und ihr Evangeliar in Manchester. [w:] Essener Beiträge. Beiträge zur Geschichte von Stadt und Stift Essen 85, Essen 1970, s. 13-80.
- Leonhard Küppers, Paul Mikat, Der Essener Münsterschatz, Fredebeul & Koenen, Essen 1966.